# Орденштайн, Генрих
Дорис Гибелер Генрих Орденштайн (нем. Doris Giebeler Heinrich Ordenstein; 7 января 1856, близ Вормса — 22 марта 1921, Карлсруэ) — немецкий музыкальный педагог.
Родом из еврейской семьи. С семилетнего возраста начал заниматься музыкой, в 12 лет поступил в ученики к музикдиректору Вормса Эдуарду Штайнварцу (1833—1915). В 15 лет отправился для продолжения занятий в Лейпцигскую консерваторию, где занимался под руководством Карла Райнеке, Саломона Ядассона и Эрнста Фридриха Рихтера. Затем совершенствовал своё мастерство в Париже.
Концертировал по Германии как пианист. В 1879 г. начал педагогическую карьеру в частном пансионе графини Ребиндер в Карлсруэ, затем преподавал также в Берлине (Новая Академия музыки) и Франкфурте. В 1884 г. под покровительством великой герцогини Луизы Баденской основал в Карлсруэ городскую консерваторию и возглавлял её до 1910 года, ведя пианистический курс. Попечением Орденштайна было построено новое здание консерватории.
В дальнейшем консерватория Орденштайна стала одним из учебных заведений, вошедших в состав нынешней Высшей школы музыки Карлсруэ. Один из её концертных залов носит имя Орденштайна.